# Stefan Bareła
Stefan Bareła (ur. 24 czerwca 1916 w Zapolicach, zm. 12 lutego 1984 w Częstochowie) – polski duchowny rzymskokatolicki, biskup pomocniczy częstochowski w latach 1961–1964, biskup diecezjalny częstochowski w latach 1964–1984.

## Życiorys
Kształcił się najpierw w Społecznym Gimnazjum Męskim w Radomsku, później w Niższym Seminarium Duchownym w Sandomierzu. 1 września 1938 rozpoczął studia w Wyższym Seminarium Częstochowskim w Krakowie. Święcenia kapłańskie przyjął 25 marca 1944. 5 maja 1950 został promowany na doktora teologii.
Pracował jako wikariusz w Wieruszowie, później jako kapelan biskupa Zdzisława Golińskiego, a następnie sekretarz referatu duszpasterskiego kurii diecezjalnej. 1 września 1954 został mianowany wicerektorem Niższego Seminarium w Częstochowie. 21 sierpnia 1956 objął stanowisko ojca duchownego w Wyższym Seminarium Duchownym.
9 grudnia 1960 został mianowany biskupem pomocniczym diecezji częstochowskiej, a 17 stycznia 1964 jej biskupem diecezjalnym.
Brał udział w pracach II, III i IV sesji soboru watykańskiego II.